# 竜原県
竜原県（りゅうげん-けん）は中華人民共和国延辺朝鮮族自治州にかつて存在した県。現在の琿春市南西部に相当する。
渤海により設置され、遼代に廃止された。